# Chiesa cattolica in Angola
La Chiesa cattolica in Angola è parte della Chiesa cattolica universale in comunione con il vescovo di Roma, il Papa.

## Storia
Nel 1506 venne costituito nelle terre evangelizzate dai portoghesi il primo Regno cristiano a sud del Sahara. Il fondatore, e primo re, fu Dom Alfonso I Mbemba-a-Nzinga, che visse fino al 1543. Il regno, la cui popolazione era composta da due etnie, i bantu e i lusiadi, riuscì, tra alterne vicende, a durare fino al XVIII secolo.
La Chiesa cattolica angolana ha ricevuto in visita pastorale due pontefici: Giovanni Paolo II nel 1992 e Benedetto XVI nel 2009.

## Organizzazione ecclesiastica
La Chiesa cattolica è presente sul territorio con 5 sedi metropolitane e 15 diocesi suffraganee:
- Arcidiocesi di Luanda, da cui dipendono le diocesi di: Cabinda, Caxito, Mbanza Congo, Sumbe e Viana
- Arcidiocesi di Huambo, da cui dipendono le diocesi di: Benguela, Ganda e Kwito-Bié;
- Arcidiocesi di Lubango, da cui dipendono le diocesi di: Menongue, Namibe e Ondjiva;
- Arcidiocesi di Malanje, da cui dipendono le diocesi di: Ndalatando e Uije;
- Arcidiocesi di Saurimo, da cui dipendono le diocesi di: Dundo e Lwena.

## Statistiche
La Chiesa cattolica in Angola gestisce:
- 453 scuole con 211.000 allievi,
- 23 ospedali e 269 ambulatori,
- 4 lebbrosari,
- 45 orfanotrofi,
- 37 consultori familiari.

Essa conta circa 8.600.000 battezzati su una popolazione di 16 milioni, pari al 53,7 per cento. La confessione cattolica dunque è maggioritaria nel Paese.
I vescovi sono 27, i sacerdoti diocesani sono 443, cui si aggiungono 351 religiosi.
Le religiose professe sono 2.178.
Si contano infine 1031 seminaristi minori e 1236 seminaristi maggiori.

## Nunziatura apostolica
La delegazione apostolica di Angola è stata istituita il 25 febbraio 1975 con il breve apostolico Quoniam Romano di papa Paolo VI, ed elevata al rango di nunziatura l'8 luglio 1997 con il breve Ad plenius confirmandas di papa Giovanni Paolo II.

### Delegati apostolici
- Giovanni De Andrea †, arcivescovo titolare di Acquaviva (14 aprile 1975 - 26 gennaio 1983 nominato pro-nunzio apostolico in Iran)
- Fortunato Baldelli †, arcivescovo titolare di Bevagna (12 febbraio 1983 - 20 aprile 1991 nominato nunzio apostolico nella Repubblica Dominicana)
- Félix del Blanco Prieto †, arcivescovo titolare di Vannida (31 maggio 1991 - 4 maggio 1996 nominato nunzio apostolico in Camerun)
- Aldo Cavalli, arcivescovo titolare di Vibo Valentia (2 luglio 1996 - 1º settembre 1997 nominato nunzio apostolico)

### Nunzi apostolici
- Aldo Cavalli, arcivescovo titolare di Vibo Valentia (1º settembre 1997 - 28 giugno 2001 nominato nunzio apostolico in Cile)
- Giovanni Angelo Becciu, arcivescovo titolare di Roselle (15 ottobre 2001 - 23 luglio 2009 nominato nunzio apostolico a Cuba)
- Novatus Rugambwa, arcivescovo titolare di Tagaria (20 febbraio 2010 - 5 marzo 2015 nominato nunzio apostolico in Honduras)
- Petar Rajič, arcivescovo titolare di Sarsenterum (15 giugno 2015 - 15 giugno 2019 nominato nunzio apostolico in Lituania)
- Giovanni Gaspari, arcivescovo titolare di Alba Marittima (21 settembre 2020 - 2 marzo 2024 nominato nunzio apostolica in Corea e Mongolia)
- Kryspin Dubiel, arcivescovo titolare di Vannida, dal 1º luglio 2024

## Conferenza episcopale
I vescovi angolani fanno parte della Conferenza episcopale di Angola e São Tomé (Conferência Episcopal de Angola e São Tomé, CEAST).
La CEAST è membro della Inter-Regional Meeting of Bishops of Southern Africa (IMBISA) e del Symposium of Episcopal Conferences of Africa and Madagascar (SECAM).
Elenco dei Presidenti della Conferenza:
- Manuel Nuñes Gabriel, arcivescovo di Luanda (1967 – 1975)
- Eduardo André Muaca, arcivescovo di Luanda (1975 – 1982)
- Manuel Franklin da Costa, arcivescovo di Huambo e poi di Lubango (1982 – 1990)
- Alexandre do Nascimento, cardinale arcivescovo di Luanda (1990 – 1997)
- Zacarias Kamwenho, arcivescovo di Lubango (1997 – 2003)
- Damião António Franklin, arcivescovo di Luanda (ottobre 2003 – 20 novembre 2009)
- Gabriel Mbilingi, C.S.Sp., arcivescovo di Lubango (20 novembre 2009 - 9 novembre 2015)
- Filomeno do Nascimento Vieira Dias, arcivescovo di Luanda (9 novembre 2015 - 11 ottobre 2021)
- José Manuel Imbamba, arcivescovo di Saurimo, dall'11 ottobre 2021

Elenco dei Vicepresidenti della Conferenza:
- José Manuel Imbamba, arcivescovo di Saurimo (9 novembre 2015 - 11 ottobre 2021)
- Estanislau Marques Chindekasse, vescovo di Dundo, dall'11 ottobre 2021